# Reyes Estévez López
Reyes Estévez López (Cornellà de Llobregat, 2 d'agost de 1976) és un atleta català, especialitzat en proves de mig fons, sobretot en la prova de 1.500 m, on ha aconseguit els seus majors èxits.
Format al Cornellà Atlètic, fou plusmarquista europeu de categories inferiors en diverses distàncies entre 800 i 3.000 m, així com va guanyar el Campionat d'Espanya júnior de 1.500 m (1994, 1995) i de camp a través (1994, 1995), el Campionat d'Europa júnior en 1.500 m (1993, 1995) i sub-23 (1997). Entrenat al CAR de Sant Cugat, en categoria absoluta aconseguí sis títols de campió d'Espanya de 1.500 m, quatre a l'aire lliure (1997, 1998, 2004, 2009) i dos en pista coberta (1997, 2001), i un dels 3.000 m (2005) en pista coberta. En l'àmbit internacional, disputà sis Campionats del Món a l'aire lliure (1997, 1999, 2001, 2003, 2005, 2009), aconseguint dues medalles de bronze el 1997 i 1999 en 1.500 m, i també aconseguí la medalla de plata en la mateixa prova en el Campionat del Món de 2001 en pista coberta. Va guanyar la medalla d'or al Campionat d'Europa de 1998, la medalla de plata al 2002 i quart al Campionat d'Europa 2010 celebrat a Barcelona, així mateix, guanyà les medalles de bronze en 1.500 i 3.000 m en el Campionat d'Europa 2005 de pista coberta. Per altra banda, va participar en els Jocs Olímpics d'Atlanta 1996, Atenes 2004, finalitzant en setena posició, i Beijing 2008. En el tram final de la seva carrera esportiva, va veure's involucrat per un cas de dopatge, ja que el seu entrenador, Manuel Pascua, fou imputat en l'Operació Galgo.
El 1997 fou distingit com millor esportista català de l'any, el 1998 com millor esportista espanyol de l'any, la medalla de plata de la Reial Orde del Mèrit Esportiu el 2000. A la televisió, va participar en la sexta edició del programa Supervivientes.

## Palmarès
- 2 medalles de bronze al Campionat del món d'atletisme en 1.500 m: 1997, 1999
- Medalla de plata al Campionat del món d'atletisme 2001 de pista coberta en 1.500 m
- Medalla d'or al Campionat d'Europa d'atletisme de 1998 en 1.500 m
- Medalla de plata al Campionat d'Europa d'atletisme de 2002 en 1.500 m
- Medalla de bronze al Campionat d'Europa d'atletisme 2001 de pista coberta en 1.500 m
- Medalla de bronze al Campionat d'Europa d'atletisme 2001 de pista coberta en 3.000 m
- 4 Campionats d'Espanya en 1.500 m: 1997, 1998, 2004, 2009
- 2 Campionats d'Espanya de pista coberta en 1.500 m: 1997, 2001
- 1 Campionat d'Espanya de pista coberta en 3.000 m: 2005
- 1 Campionat de Catalunya en 10.000 m: 2021